# パキスタン哲学

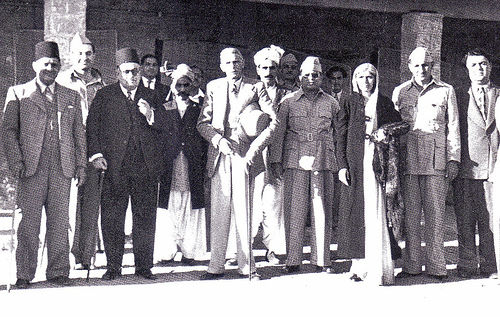
ムハンマド・アリー・ジンナー（中央）とファーティマ・ジンナー（右から三番目）、1947年頃。彼らはパキスタンを代表するイスラム哲学の研究者である。

パキスタン哲学（パキスタンてつがく）とは、パキスタン国内で行われている哲学的な研究活動及びその成果を指す。パキスタン哲学は1947年8月の独立以降におけるパキスタン国内の哲学の変遷を含み、パキスタンの自然、科学、論理、文化、宗教、政治との密接な関係を示している。
学問的には、パキスタン国内の哲学的な研究活動は国内の著名な哲学者、M.M.シャリーフ博士により1954年に創設された哲学研究機関と国内の哲学科を有する大学で始まった。2012年に批評家ビナ・シャーによりエクスプレス・トリビューンに投稿された内容によれば、「パキスタンの哲学研究活動は国家の歴史を超えて集積されたパキスタンのアイデンティティを反映すると同時にパキスタンのアイデンティティを形作っている」。

## 概要
パキスタンが独立を勝ち取った際、国内には哲学に関する大学はラホール国立大学のただひとつしかなかった。現代では、パキスタンの異なる大学に7つの哲学科が設置されており、多くのパキスタンの哲学者が様々な哲学分野において研究を行っている。
パキスタンの哲学に関する注目すべき機関として、パキスタン哲学会議がある。これはイギリスの哲学者ジョージ・エドワード・ムーアの弟子であるM. M.シャリーフにより1954年に創設されたイスラム哲学に関する機関である。また、この機関はイスラム哲学の他にも様々な哲学分野の研究に勤しむグループが存在している。
パキスタン哲学は西洋哲学に多大な影響を受けている一方で、従来より存在したイスラム哲学の伝統の要素を色濃く残している。パキスタン哲学の学派の中には現代西洋哲学のあらゆる分野の研究者がおり、この中には伝統的な形而上学に関心をもつ数多くのパキスタン哲学者が含まれている。
著名なパキスタン哲学者としては以下の人物があげられる。ムハンマド・イクバール、イルファン・ムハンマド (KU)、M.M.シャリーフ、ハリーファ・アブドゥル・ハキーム、C.A.カーディル、カーズィー・A.カーディル、アテル・ラシード、アブサール・アフマド、インタサール・ウッハーク、ワヒード・アリー・ファルーキー、B.H.シディーキー、サージド・アリー、アブドゥル・ハーリク、ナイーム・アフメド、アブドゥル・ハーフィーズ、ムハンマド・マールーフ、ミールザー・アテル・ベイグ、シャヒード・ホサイン、ファズルール・レフマン、シェフザード・カイセル、マンズール・アフメド、ガザラ・イルファン、ジャヴェド・ブート、サイード・ザファルール・ハサン、ロビーナ・ローディー。